# Culture française

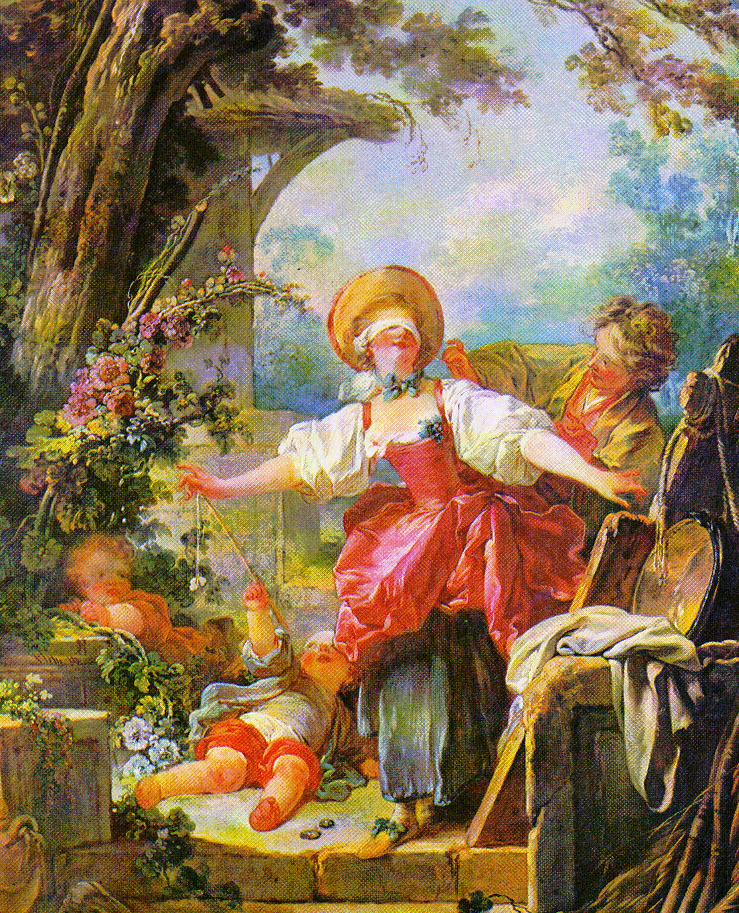
Légèreté, romantisme et joie de vivre sont perçus, dans le monde, comme une part essentielle de la culture française - Jean-Honoré Fragonard, Collin maillard.

Le chef-d'œuvre d'Eugène Delacroix La Liberté guidant le peuple, qui illustre dans le style de la peinture romantique l'épisode historique des Trois Glorieuses, est devenu un symbole de la République française associant sa culture à l'un des tenants de sa devise : Liberté, Égalité, Fraternité.

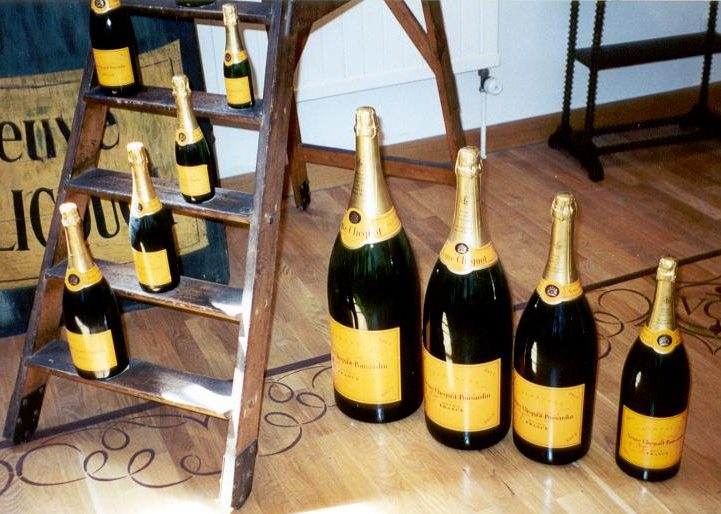
La culture française est également identifiée à la gastronomie.

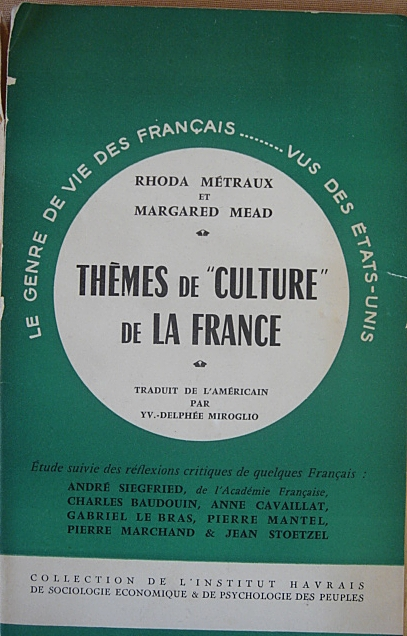
Première enquête et étude publiée sur la « culture française », dirigée par l'ethnologue Margaret Mead.

La culture française recouvre d'abord l'ensemble des pratiques culturelles qui se trouvent sur le territoire français. Marquée par sa diversité, sa richesse, notamment grâce à ses différentes régions, aux emprunts à d'autres peuples, ainsi que par sa diffusion et son influence à travers le monde, elle connaît sur de nombreux plans une réputation internationale.
La France est depuis la fin du XIIe siècle un des lieux où se sont développées de nombreuses universités créées et gouvernées par l'Église catholique jusqu'à la Révolution française. L'université de Paris est l'une des plus anciennes universités d'Occident, avec un corps de savoir qui tire ses sources des humanités de la tradition gréco-latine. Avec les Temps Modernes et la Réforme, ces universités deviennent ensuite des lieux où germent des courants intellectuels souhaitant s'affranchir de la foi, pour se refonder sur la Raison.
La culture française telle qu'elle existe aujourd'hui s'est pour une grande part assise sur le rayonnement de la France en Europe aux XVIIe et XVIIIe siècles, alors que la langue française établissait ses lettres de noblesse par rapport au latin et que les Européens cultivés se flattaient de la parler. Elle s'est complétée par les apports des populations qu'elle a côtoyées ou intégrées.
Culture héritée et partagée, elle fait l'objet en France d'un département ministériel, le ministère de la Culture, qui succède depuis André Malraux à l'ancien secrétariat d'État aux Beaux arts, dépendant du ministère de l'Éducation. C'est à cette époque que le mot « culture », qui est à l'origine une notion allemande, a remplacé et pris le sens plus général du concept de civilisation, en réunissant le domaine des Beaux arts, à celui étudié par l'ethnologie, en particulier le folklore et la mythologie.
Des musées consacrés à une grande variété de thèmes, dont le musée du Louvre, de riches bibliothèques, comme la Bibliothèque nationale de France, et tout un patrimoine immobilier, artisanal et industriel, témoignent du développement de la culture française.

## Caractéristiques générales

### Traditions culturelles françaises
La France est depuis le XIIe siècle au moins un foyer culturel important et influent : sa littérature et ses philosophes ont influé et influent encore sur des courants de pensée du monde entier. Sa culture officielle est relayée par les médias nationaux.
Caractérisée par un art de vivre, elle maintient des valeurs traditionnelles, parmi lesquelles une gastronomie reconnue, marquée notamment par ses fromages et ses vins , et des domaines comme la haute couture, la haute joaillerie et le luxe.
La culture française se caractérise par son uniformité et sa variété, respectivement ; pour sa facilité à se mêler à la nouveauté sans perdre ce qu'ils ont gardé pendant des années.
Traditionnellement, la France a été l'un des promoteurs de la tolérance raciale et culturelle, l'axe de nombreuses associations internationales en faveur des droits de l'homme. Cette appréciation de la diversité se reflète dans son territoire. Dans celle-ci coexistent en grande partie des minorités africaines, juives et d'Europe de l'Est, constituant une population de près de 14 millions d'habitants.[réf. nécessaire]

### Langue

#### Officielle
Le français, langue officielle de la France, est une langue romane. Cette langue s'est construite par l'usage, à partir du latin, du grec et des langues vernaculaires, avec des passages par l'ancien français puis le moyen français. La littérature médiévale dans ces langues est abondante. Depuis la Renaissance, la langue française a intégré des néologismes (de Rabelais aux néologismes techniques actuels). Les Académies (voir notamment l'Académie française) ont permis de normer le vocabulaire et la grammaire.
Le français comporte aussi de nombreux emprunts à des langues étrangères.
Historiquement, le français est, en France, la langue officielle du droit et de l'administration, depuis l'ordonnance de Villers-Cotterêts signée par le roi François Ier en 1539.
Le français est une langue parlée dans les milieux diplomatiques, à l'international. Au XVIIIe siècle, le rayonnement de la France a valu à la langue française son statut de langue officielle dans les cours européennes.
La création de l'Académie française et de nombreuses autres académies aux XVIIe et XVIIIe siècles, a renforcé le rôle unificateur de la langue française dans la culture, souvent au détriment des cultures régionales.
Aujourd'hui, outre la diplomatie, la langue française est, avec l'anglais, une langue officielle dans la plupart des organisations internationales, notamment :
- Le français est l'une des six langues officielles reconnues par les Nations unies, avec l'anglais, le russe, le chinois, l'arabe et l'espagnol, et l'une des deux langues de travail.
- Le français est une langue officielle et une langue de travail à l'UNESCO.
- Le français est la langue diplomatique du Vatican.
- Le français est l'une des deux langues officielles de l'OCDE (où existe une des plus grandes bases de données en occident), et l'une des trois langues de travail,
- Le français est également une langue officielle de l'OTAN.
- Le français est l'une des deux langues officielles des Jeux olympiques.

Le français est concurrencé par l'anglais dans la finance, les sciences, l'informatique et le monde du divertissement (cinéma, musique…). C'est la raison pour laquelle les autorités publiques adoptent des mesures visant à protéger le patrimoine linguistique :
- en France, l'article 2 de la Constitution de 1958, la loi Toubon, et le décret du 3 juillet 1996 relatif à l'enrichissement de la langue française,
- au Québec, la charte de la langue française.

#### Régionaux ou minoritaires
L'article 2 de la Constitution française de 1958 mentionne, depuis sa modification par la loi constitutionnelle du 25 juin 1992, que La langue de la République est le français, faisant ainsi du français la seule langue officielle en France.
La révision constitutionnelle du 23 juillet 2008, a ajouté l'article 75-1 de la Constitution qui reconnait la valeur patrimoniale des langues régionales : Les langues régionales appartiennent au patrimoine de la France.
Les langues régionales ont fait l'objet d'une première reconnaissance en France en 1951 avec la loi Deixonne qui introduit le basque, le breton, le catalan et l’occitan dans l'enseignement. D'autres langues suivront : le corse en 1974,, le tahitien en 1981, les créoles guadeloupéen, martiniquais, guyanais et réunionnais en 1984, quatre langues kanak (l'ajië, le drehu, le nengone et le paicî) en 1992.
Les langues régionales peuvent également être choisies comme langues vivantes au baccalauréat. Ces langues sont les suivantes : basque, breton, catalan, corse, langues mélanésiennes (l'ajië, le drehu, le nengone et le paicî), langue d’oc, tahitien (1993). Ces langues, ainsi que le gallo, les langues régionales d'Alsace et les langues régionales de Moselle peuvent quant à elles faire l'objet d'une épreuve facultative (option). En 2005, le créole y est ajouté.
En 2001, la Délégation générale à la langue française devient la Délégation générale à la langue française et aux langues de France (DGLFLF).
Au Bureau européen pour les langues moins répandues, la branche française regroupe dix communautés linguistiques : breton, catalan, corse, langues créoles, allemand/alsacien, basque, luxembourgeois/mosellan, flamand, occitan, et langues d'oïl.
Un rapport établi à la demande du gouvernement de Lionel Jospin en 1999, par Bernard Cerquiglini, de la Délégation générale à la langue française, intitulé Les langues de la France, dresse une liste de 75 langues auxquelles aurait pu s'appliquer la Charte européenne des langues régionales ou minoritaires.
La France a signé 39 articles de la Charte européenne des langues régionales ou minoritaires sur les 98 que comporte le texte, mais sans les ratifier. Le processus de ratification s’est interrompu en juin 1999 quand le Conseil Constitutionnel, saisi par Jacques Chirac, alors président de la République, a estimé que cette charte contenait des clauses inconstitutionnelles, incompatibles en particulier avec son article 2. Il faudrait donc une nouvelle modification de la Constitution pour permettre cette ratification.

## Politique culturelle de l'État
L'une des singularités françaises est liée à l'existence d'une politique publique de la culture, conduite par un ministère et de nombreuses institutions nationales, en particulier des académies, des musées nationaux, et plusieurs départements ministériels. 

### Ministère de la Culture
Héritage de l'Ancien régime et de la décennie révolutionnaire, la politique culturelle française s'amplifie à l'aube de la Ve République avec la création d'un ministère des Affaires culturelles à l'instigation de l'écrivain André Malraux qui en prend le premier les rênes. Cette politique publique culturelle en France se démarque par la forte présence de l'État, qui peu à peu laisse une place grandissante aux collectivités territoriales, par sa longue histoire, et par la continuité des institutions. Depuis la fin des années 1990, la France s'est affichée comme fer de lance de la défense du secteur artistique face à la mondialisation, à travers l'affirmation d'une exception culturelle et de la diversité culturelle.
Le ministère de la Culture traite des questions directement en rapport avec la culture sur le territoire national :
- Architecture et patrimoine,
- Archives de France,
- Développement des médias,
- Livre et lecture,
- Musique, danse, théâtre et spectacles,
- Musées de France,
- Centre national de la cinématographie.

### Délégation générale à la langue française et aux langues de France
La délégation générale à la langue française et aux langues de France (DGLFLF) est actuellement un service rattaché au ministère de la Culture et de la Communication. Elle a pour mission d'animer, à l'échelon interministériel, la politique linguistique de la France. Elle devrait prochainement devenir une délégation interministérielle.
La DGLFLF contrôle le respect de la loi du 4 août 1994, dite loi Toubon, sur la langue française. Elle veille en particulier au respect de son décret d'application de 1996 relatif à l'enrichissement de la langue française et de ses dispositions sur l'usage de la langue. Elle coordonne pour cela, avec la Commission générale de terminologie et de néologie, la mise au point de listes terminologiques par les commissions spécialisées de terminologie et l'Académie française. Elle a participé à la mise en œuvre du dictionnaire terminologique FranceTerme mis à la disposition du grand public sur Internet.
Elle participe aux programmes d'enseignement du français aux migrants. Elle soutient l'utilisation des langues régionales dans les médias et les spectacles.

### Académies nationales
De nombreuses académies, d'origine royales mais rétablies et réunies après la Révolution française, font le travail de réflexion, de recherche, de débat et de normalisation permettant le développement et l'enseignement des différents départements culturels :
- Académie française,
- Académie de peinture et sculpture, devenue Académie des Beaux-Arts,
- Académie de Marine,
- Académie d'Architecture,
- Académie de musique et de danse,
- Académie des Inscriptions et Belles lettres,
- Académie des sciences morales et politique…

#### Académie française
L'Académie française est l'organisme français chargé de veiller sur la langue française. Elle a aussi pour rôle d'accomplir des actes de mécénat.
L'Académie française a été fondée en 1635 par le cardinal de Richelieu, Premier ministre de Louis XIII, avec pour mission de fixer la langue française, de lui donner des règles, de la rendre pure et compréhensible par tous, en commençant par composer un dictionnaire. Le pouvoir royal y voyait un des instruments de sa politique d’unification du royaume à l’intérieur et de son rayonnement diplomatique à l’étranger. L'Académie a été supprimée en 1793 pendant la Révolution française, et recréée en 1803 par Napoléon. L'Académie considère qu'elle a été suspendue, et non supprimée, pendant la Révolution. C'est la plus ancienne des cinq académies de l'Institut de France.
L'Académie est composée de quarante membres, appelés immortels. Les nouveaux membres sont élus par les membres de l'Académie. Les académiciens sont élus à vie, mais ils peuvent être renvoyés en cas d'inconduite.
Ses missions sont multiples :
- Elle défend la langue française,
- Elle compose un dictionnaire,
- Elle pratique le mécénat,
- Elle décerne des prix et organise des concours.

Ses règles ne sont généralement que des recommandations. Elles ne s'imposent pas obligatoirement au grand public.

### Éducation Nationale
L'enseignement est essentiel pour la transmission de la culture aux nouvelles générations, que ce soit l'enseignement du français ou des matières de culture générale.
L'enseignement de base est gratuit et obligatoire pour tous les enfants de moins de 16 ans depuis les lois de Jules Ferry du XIXe siècle. La part du budget national consacrée à l'éducation et à la culture s'élève à 22 % (s'y ajoute une part des budgets régionaux).

### Ministère des Affaires étrangères
La France a eu dans l'Histoire, à la suite des grandes découvertes et de la colonisation, un rayonnement culturel international incontestable, qui a donné lieu plus récemment à la création de la Francophonie.
La ville de Paris est reconnue dans le monde entier pour être une capitale culturelle. Pour cette raison sans doute, l'UNESCO a son siège à Paris. Cet organisme a été fondé sur une initiative du philosophe Henri Bergson en 1945. Ce rayonnement tient pour beaucoup à la langue française, particulièrement à sa précision.
Toutefois, la place du français est remise en question depuis la Seconde Guerre mondiale par l'influence anglo-saxonne, particulièrement américaine, et par la langue anglaise, qui est largement employée dans les organisations internationales. La France, le Grand Duché du Luxembourg, la communauté française de Belgique, et l'Organisation internationale de la francophonie ont signé en 2002 un plan pluriannuel d'action pour le français, à destination de fonctionnaires des administrations centrales des États européens ainsi que pour les diplomates et les fonctionnaires européens des représentations permanentes auprès de l’Union européenne, afin que le français soit davantage utilisé comme langue de travail dans l'Union européenne.
Inquiets pour le rayonnement culturel français à l’étranger, et à la suite d'un rapport du Sénat, des sénateurs de la majorité et de l'opposition ont demandé au président de la République Nicolas Sarkozy, le 23 juin 2009, peu avant un remaniement ministériel, la création d’un secrétariat d'État à la francophonie, à l'audiovisuel extérieur et aux relations culturelles extérieures.
Voir :
- Distribution des francophones dans le monde
- Langue de travail

## Diffusion de la culture française
La diffusion de la culture française passe par deux moyens : 
- Celui de la langue, de la civilisation française et de leur enseignement (F.L.E./S)

- Celui des médias qui la véhiculent par écrit (livres, et formes numériques : Toile), oralement (radio R.F.I.), audiovisuellement (chaînes de télévision TV5 Monde, France24).

### Francophonie
- Institut français

- Alliance française

### Bibliothèques et lieux de culture
Outre la Bibliothèque nationale de France (« Grande Bibliothèque »), qui s'organise en réseau avec les principales bibliothèques européennes (voir Europeana), la France dispose d'un réseau dense de bibliothèques publiques :
- Bibliothèques universitaires et bibliothèques des autres écoles supérieures,
- Bibliothèques des centres de recherche publics,
- Bibliothèques municipales.

### Un enjeu: la Toile
La Toile (plus souvent connue sous son nom anglais web) devient aujourd'hui un vecteur prédominant de diffusion de la culture d'un pays. La diffusion de la culture écrite passe de plus en plus par ce média.
Exemple : Collection Patrimoine culturel des pays francophones (CD Rom)
Le nombre de sites web dans les pays francophones est proportionnellement plus faible que dans les pays anglophones.

## Littérature et poésie

### Littérature
La littérature française comprend à la fois la littérature écrite en France, depuis le Moyen Âge (poésie médiévale française), enrichie par la littérature francophone, écrite en français par de nombreux écrivains dans différents pays du monde.
Commençant avec la chanson de geste et la littérature courtoise, elle se développe les siècles suivants.
Voir :
- Littérature française
- Catégorie:Littérature de langue française
- Bande dessinée française
- Liste d'écrivains de langue française par ordre chronologique
- Liste d'écrivains de langue française par ordre alphabétique

### Poésie
La France est un pays qui compte une grande histoire en matière de poésie. De François Villon à Thomas Vinau, la poésie française constitue une partie importante de la littérature française.
La poésie française montre une grande variété formelle et thématique en privilégiant traditionnellement une versification qui s’est établie peu à peu. On peut citer les poètes de la Pléiade du XVIe siècle qui ont participé à la démocratisation de la langue française.
Au XVIIIe siècle, la poésie classique a atteint son apogée avec les poètes comme Boileau, La Fontaine, et Racine qui ont mis en avant l’harmonie, la raison et la moralité.
Cette versification classique a commencé à être contestée à partir du dernier quart du XIXe siècle avec les mouvements littéraires comme le romantisme, la poésie a évolué pour devenir plus personnelle et expressive, avec des poètes comme Victor Hugo, Alfred de Musset et Charles Baudelaire qui ont introduit des thèmes plus sombres et des images plus vives dans leur poésie.

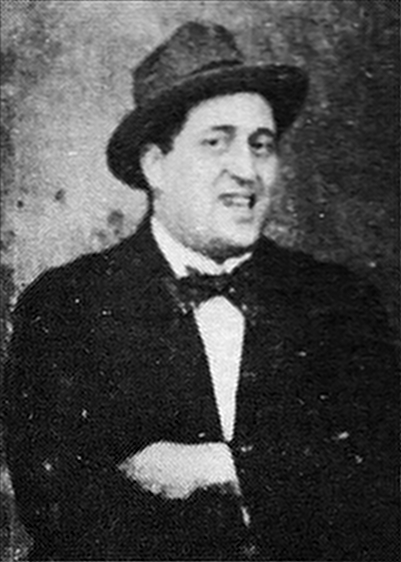
Guillaume Apollinaire a écrit les poèmes « Le pont Mirabeau », « Il pleut » et « La femme assise ».

Le XXe siècle est associé au surréalisme, à l’existentialisme. Des poètes comme Arthur Rimbaud, Paul Éluard, Guillaume Apollinaire et Jacques Prévert ont été des figures importantes de ce siècle.
Yves Bonnefoy est considéré comme l'un des poètes les plus importants de la seconde moitié du XXe siècle en France. Il a été récompensé par de nombreux prix prestigieux, dont le Prix Goncourt de la Poésie en 1987.
Abdellatif Laâbi est né au Maroc. Il a fondé en 1966 la revue Souffles qui jouera un rôle considérable dans le renouvellement culturel au Maghreb. Son combat lui vaut d'être emprisonné de 1972 à 1980. Il s'est exilé en France en 1985. Il reçoit le prix Goncourt de la poésie le 1er décembre 2009 et le Grand Prix de la Francophonie de l'Académie française en 2011.
Voir :
- Poètes français
- Poésie française

## Beaux-Arts

### Peinture
La peinture française est considérée comme une des grandes écoles de peinture par son influence, son histoire et ses productions, aux côtés de la peinture italienne, de la peinture flamande et de la peinture hollandaise.
Les premières manifestations de la peinture sur le territoire français s'observent dans l'art préhistorique des grottes ornées, comme celles de Chauvet vers 35 000 ans AP, Cosquer, Lascaux, Pech Merle, Niaux ou Font-de-Gaume, où sont déjà employé la polychromie, l'estompe, la réserve et même les prémices de la perspective, puis à l'époque romaine avec quelques peintures murales. Au Moyen Âge, on trouve des peintures murales dans les édifices religieux comme Saint-Savin-sur-Gartempe, Nohant-Vic, Tavant, Brinay, Berzé-la-Ville, Montoire-sur-le-Loir ou les cathédrales de Cahors, d'Auxerre ou d'Albi, mais surtout dans l'art du vitrail comme à la cathédrale de Chartres, de Paris ou de Bourges ou la Sainte-Chapelle à Paris, etc., des enluminures dans les manuscrits depuis l'époque carolingienne, puis dans les livres d'heures et enfin des tableaux, avec vers 1350 le Portrait de Jean II le Bon, le premier portrait individuel conservé depuis l'Antiquité. À la Renaissance, on suit des modèles italianisants et c'est au XVIIe siècle, avec Nicolas Poussin et Le Lorrain, que la peinture française s'affirme comme une école importante. Le XVIIIe siècle a apporté le Rococo ; tandis que le XIXe siècle est le grand siècle de la peinture française et qu'au XXe siècle s'imposent les manifestations de la modernité.

## Musique et danse
La musique française est née au Moyen Âge, avec le genre proche du plain-chant grégorien, nommé organum. Elle s'est ensuite développée sous l'égide de l'école de Notre-Dame ou de l'Ars antiqua avec le conduit, un chant de procession. À cette époque, les troubadours et les trouvères affirmaient davantage l'indépendance de l'art lyrique face au clergé.
Puis dans les classes aisées s'est développée l'école de l'Ars nova autour de la création de motets et de messes, mais aussi de chansons profanes, dédiées à la distraction.
La Renaissance a vu se développer la polyphonie et le chant. À partir du tournant du XVIe au XVIIe siècle, début de la période de la musique baroque, on vit apparaître de nouveaux genres comme l'air de cour, le ballet de cour, et la suite de danses. La musique instrumentale prit davantage d'importance. L'opéra fut introduit en France par Jean-Baptiste Lully dans les années 1670. Enfin, les chants régionaux, militaires, marins, religieux, ouvriers et paysans ont fait leur réapparition dans le patrimoine musical français ces dernières années, notamment grâce au Chœur Montjoie Saint Denis.

### Musique classique
La France a une longue tradition dans le chant choral, puisque c'est dans le nord de la France (et dans les Flandres) qu'apparaissent les premières polyphonies d'Europe dans les années 1420.
L’école française du violon avait atteint au XVIIe siècle une renommée considérable sous la baguette de Jean-Baptiste Lully avec les célèbres « Vingt-quatre Violons du Roi ». Jean-Philippe Rameau compte parmi les plus grands théoriciens de la musique. L'œuvre de Marc-Antoine Charpentier a été redécouverte depuis une cinquantaine d'années. À la même époque, l'école française de luth, puis l'école française d'orgue, sont florissantes.
Depuis le XIXe siècle, Paris est une ville de concert où se produisent les plus grands pianistes virtuoses d'Europe (Liszt, Chopin…).
La musique française s'est beaucoup développée au XIXe et au début du XXe siècle, avec les compositeurs Hector Berlioz, Gabriel Fauré, César Franck, Georges Bizet, Charles Gounod, Jacques Offenbach, Camille Saint-Saëns, Jules Massenet, Maurice Ravel, Claude Debussy, Erik Satie…
Dans la deuxième moitié du XIXe siècle, la France est le foyer de l'opéra romantique.
La tradition musicale française a été entretenue par de nombreux musiciens (catégorie:organiste, chefs d'orchestre, pianistes, violonistes, et autres interprètes).
La France compte aujourd'hui de nombreux orchestres.
Depuis plusieurs dizaines d'années, le chant choral connaît un véritable renouveau en France[réf. nécessaire].

### Danse
Voir :
- Nouvelle danse française
- Catégorie:Danseur français
- Catégorie:Chorégraphe français

## Théâtre et cinéma

### Théâtre

#### Lieux
La France compte plusieurs théâtres antiques dont celui de la ville d'Orange. Mention est faite d'un spectacle de théâtre (un mystère) médiéval dans Notre Dame de Paris, roman de Victor Hugo.
En France, six théâtres sont des théâtres nationaux, sous tutelle du Ministère de la Culture. La Comédie-Française, le théâtre national de l'Odéon, le Théâtre national de la Colline et le Théâtre national de Strasbourg sont des lieux d'art dramatique
.

#### Répertoire
Les farces et les mystères sont des formes théâtrales du Moyen Âge. Le théâtre de la Renaissance s'inspire aussi de l'Antiquité (redécouverte de pièces antiques) et de la Renaissance italienne (ex. la commedia dell'arte). Le dix-septième siècle, siècle classique ou Grand Siècle, est celui de Molière (le français étant parfois surnommé "langue de Molière" par périphrase), et des tragédiens Pierre Corneille et Jean Racine. Ce théâtre, surtout pour la tragédie, est codifié : des règles telles l'unité, la bienséance, la vraisemblance, le choix du sujet, encadrent la production théâtrale. L'ouvrage Morales du grand siècle évoque le caractère moral de différents auteurs, comme l'influence janséniste sur le théâtre racinien. Parallèlement, par les préfaces, comme celle de Bérénice, et par la critique, sont produits des commentaires et des canons (par l'Académie Française par exemple), et Molière, par la Critique de l'École des femmes, met en abyme sa propre pièce.
Le XVIIIe siècle voit écrire des auteurs tels Beaumarchais ou Marivaux. Les intrigues reprennent des éléments de commedia dell'arte et des comédies du XVIIe siècle, tels la relation maître-valet, mais sont de teneur plus complexe : de Marivaux est dérivée l'antonomase marivaudage. Le XIXe siècle est celui du théâtre de Boulevard et du drame Romantique (préface d'Hernani de Victor Hugo). Au XXe siècle, naît le théâtre de l'Absurde, notamment représenté par Ionesco. Les Bonnes, de Jean Genet, constituent une pièce inspirée d'un fait divers.
Le théâtre contemporain voit émerger Yasmina Reza ou Jean-Luc Lagarce, aux programmes de français du lycée. Le théâtre constitue un objet d'étude inscrit dans le programme de français du secondaire.

#### Pratique
Le théâtre s'enseigne en Conservatoire et dans des associations, clubs et activités périscolaires, qui prennent parfois en compte le théâtre d'improvisation. D'un point de vue professionnel, une filière de seconde technologique s'intitule Technique du Théâtre, de la Musique et de la Danse (la mention du théâtre date de 2019) et mène vers des métiers liés au théâtre.
En 2023, un projet culturel de théâtre prévu depuis 2016 est annulé, pour des raisons budgétaires.

### Cinéma
Le cinéma français occupe une place privilégiée dans l'histoire du cinéma, avec des scientifiques comme Joseph Plateau et Étienne-Jules Marey, des inventeurs de premier rang dont les découvertes ont été fondamentales, et avec des pionniers aussi imaginatifs que Alice Guy-Blaché, Émile Reynaud, Louis Lumière, Georges Méliès et Léon Gaumont. Grâce à des financiers autodidactes de la trempe de Charles Pathé, il a contribué au développement de l'industrie mondiale du cinéma.
En plus de son propre développement, le cinéma français a permis à de nombreux artistes de l'Europe et du monde entier de s'exprimer. Des réalisateurs célèbres, tels que Krzysztof Kieślowski, Walerian Borowczyk, Andrzej Żuławski, Gaspar Noé, Edgardo Cozarinsky, Alexandre Alexeieff, Anatole Litvak, Michael Haneke, Paul Verhoeven, Otar Iosseliani, John Berry, Roman Polanski, et Maria Koleva, sont comptés parmi les réalisateurs importants du cinéma français. Inversement, des réalisateurs et réalisatrices du cinéma français, tels que Jean Renoir, Jacques Tourneur, Jean-Jacques Annaud, Jean-Pierre Jeunet, Olivier Dahan, Luc Besson, Francis Veber ou Agnès Varda, Julie Delpy, Claire Denis ont mené de fructueuses carrières internationales.

## Art de vivre
L'image de la France dans le monde est celle de l’art de vivre. Dans les agences de voyages et autres tour opérateurs, c'est ce qui fait l'attrait principal pour les personnes qui viennent visiter la France.

### Patrimoine culturel

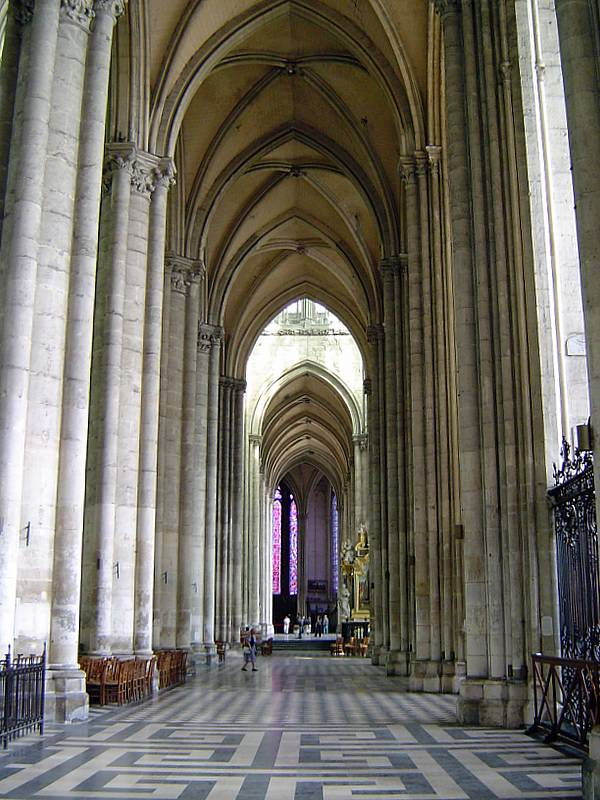
La cathédrale d'Amiens

La France possède sur son territoire plus de 40 sites du patrimoine mondial de l'UNESCO, contre 50 sites en Italie qui occupe la première place (Voir la liste des sites français dans le patrimoine mondial). Les Chemins de Saint-Jacques-de-Compostelle en France comportent à eux seuls 69 monuments. La cathédrale de Chartres a été l'un des premiers monuments en France classé dans le patrimoine mondial de l'UNESCO.
La protection du patrimoine culturel se traduit par l'attribution de différents labels ou classements :
- Villes et Pays d'Art et d'Histoire ;
- Monument historique ;
- Site naturel classé, lorsque le monument se situe dans un site naturel protégé par la loi.

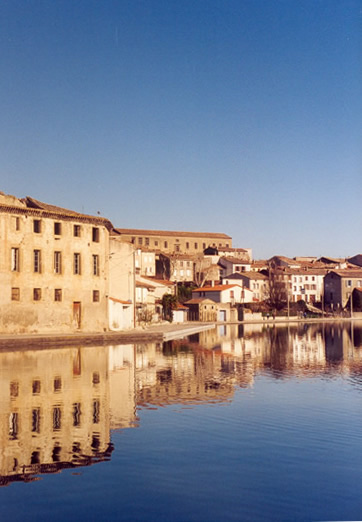
Le bassin du canal du Midi à Castelnaudary

Les quelques exemples ci-dessous témoignent de la diversité et de la richesse de ce patrimoine.
Sites préhistoriques
- grotte Chauvet
- grotte de Lascaux
- Alignements de Carnac

Sites antiques
- Pont du Gard
- Théâtre antique, ses abords et Arc de Triomphe d'Orange
- Monuments romains et romans d'Arles

Patrimoine religieux
- Cathédrale Saint-Étienne de Sens
- Cathédrale Notre-Dame de Chartres (vitraux)
- Cathédrale Notre-Dame, basilique Saint-Remi et palais du Tau, Reims
- Cathédrale Notre-Dame d'Amiens
- Mont Saint-Michel
- Abbaye cistercienne de Fontenay
- Abbaye de Cluny
- Église de Saint-Savin-sur-Gartempe
- Cathédrale Saint-Étienne de Bourges
- Chemins de Saint-Jacques-de-Compostelle en France
- Basilique de Vézelay

Châteaux
- Palais et parc du château de Versailles
- Château et parc de Fontainebleau
- Château de Chambord
- Château de Montsoreau

Sites urbains
- Paris, rives de la Seine, quartier du Marais…
- Centre historique d'Avignon
- Cité de Carcassonne, ville fortifiée historique
- Site historique de Lyon
- Strasbourg - Grande Île
- Vingt-trois beffrois du Nord-Pas-de-Calais et de la Somme.
- Places Stanislas, de la Carrière, et d'Alliance à Nancy
- Provins, ville de foire médiévale
- Centre-ville du Havre reconstruit par l'architecte Auguste Perret
- Centre-ville de Bordeaux : inscription en tant que « ensemble urbain exceptionnel ».

Sites naturels
- Les sites préhistoriques et grottes ornées de la vallée de la Vézère
- Le site du Pont d'Arc en Ardèche
- Le Cirque de Gavarnie dans les Pyrénées
- Le Val de Loire entre Sully-sur-Loire et Chalonnes-sur-Loire (* )
- La chaîne des Puys (Auvergne)

Autres sites
- Saline royale d'Arc-et-Senans
- Canal du Midi
- Juridiction de Saint-Émilion

Le patrimoine culturel et naturel de la France lui permet de développer une activité importante dans le tourisme (voir Tourisme en France).
Avec plus de 85 millions de visiteurs en 2015, la France est la première destination touristique mondiale.
Le patrimoine culturel défini par l'UNESCO était traditionnellement matériel. L'UNESCO a introduit la notion de patrimoine culturel immatériel, qui inclut les cultures traditionnelles et le vivant.

### Musées
Les musées français peuvent ou non être labellisés « Musée de France » selon le code du patrimoine.

### Luxe
L'image de la France est celle du luxe. Paris est souvent considéré comme la capitale mondiale du luxe, de la mode, et de la haute couture.
Nous devons en partie cela aux grands groupes de l'industrie du luxe comme LVMH (LVMH - Moët Hennessy Louis Vuitton) dirigée par le français Bernard Arnault ou même PPR (entreprise) de François Pinault.
Ainsi les plus luxueuses firmes de cette industrie trouvent leurs sources de nos créateurs français, et participent ainsi à la diffusion de l'image et de la culture de la France à travers le Monde.

## Histoire, philosophie, et religion
Par son histoire et son héritage religieux, la France est un pays de culture ainsi que de tradition catholique et compte également de nombreux philosophes célèbres (Blaise Pascal, Malebranche, Descartes, Voltaire, Montesquieu, Rousseau, Alain, Sartre…).
Depuis 1905 avec la Loi de séparation de l’Église et de l’État, la France est un pays laïc et n'a donc plus le catholicisme comme religion officielle.
La majorité des Français croyants est chrétienne dont la très grande majorité est catholique. Selon l’institut de sondage Ispos, en 2017 61% des Français se déclaraient chrétiens, 58% catholiques. La religion catholique reste la religion la plus revendiquée loin devant l'islam oscillant entre 5% et 10% de la population selon les sondages. Une proportion de plus en plus importante de la population française se retrouve dans une situation d’agnosticisme soit environ 30% de la population. On trouve également diverses religions ou communautés religieuses (comme les protestants, les bouddhistes, etc.). La France possède aussi l'une des plus importantes communautés juives d'Europe.

## Manifestations culturelles

### Festivals
De nombreux festivals se déroulent en France.

### Cirque
Le cirque est traditionnellement important en France.

## Sports
Le sport le plus pratiqué en France est le football avec un peu moins de 2 millions de licenciés, viennent ensuite le tennis, l'équitation, le basket puis le judo. Selon le Ministère des Sports, en 2010, la marche était le sport le plus pratiqué en dehors des clubs avec environ 27,8 millions de personnes en France.
Les sports les plus regardés en France sont le football, le basket-ball, le rugby à XV (rugby), le cyclisme et le tennis. L'équipe de France de football a remporté la Coupe du monde en 1998 ainsi qu'en 2018 et le Championnat d'Europe en 1984 et en 2000.
La France organise annuellement la course de cyclisme du Tour de France ainsi qu'un tournoi du Grand Chelem de tennis avec les Internationaux de Roland Garros. La pratique du sport est encouragée à l'école, et les associations locales reçoivent des subventions municipales. Si le football reste incontestablement le plus populaire (et donc le plus médiatisé), le rugby le surpasse dans le Sud-Ouest, et plus particulièrement autour de la ville de Toulouse. Le handball et le volley sont eux privilégiés dans les milieux scolaires.
Le babyfoot (football de table) est un passe-temps très apprécié en France à la fois dans les bars et à la maison. La pétanque est un sport très populaire en France, c'est un jeu de boules dérivé du jeu provençal. La pétanque représente en France 298 151 joueurs recensés (fin 2016)1.
Le parkour et le freerun (qualifiés d'« arts du déplacement »), créés par David Belle et les Yamakasi, sont des sports nés en France.
En 2024, Paris accueillera les Jeux olympiques d'été.

## Cultures spécifiques

### Cultures régionales
Héritages de l'histoire des régions françaises, les cultures régionales s'expriment par l'habitat, l'artisanat, le folklore et autres fêtes régionales, les danses traditionnelles, la musique traditionnelle, les costumes régionaux, les musées régionaux, et quelquefois les dialectes.

Zones
linguistiques en France

Treize langues dites « régionales » font l'objet d'un enseignement public en France : le basque, le breton, le catalan, l'alsacien, le corse, le tahitien, quatre langues mélanésiennes (l'ajië, le drehu, le nengone et le paicî), le gallo, le francique lorrain, l'occitan et le créole.
Les cultures et savoir-faire traditionnels (habitat, artisanat…) sont généralement mieux représentés, pour chaque région, dans les écomusées, que réellement soutenues par les politiciens.
Voir :
- Écomusées en France
- Folklore français
- Catégorie:Musique en France par région

### Culture arabe
En 2023, l' arabe dialectal devient la deuxième langue la plus parlée en France, tandis que l'Islam est la deuxième religion la plus pratiquée dans l'Hexagone.

### Culture LGBT
Comme pour la culture LGBT en général, la culture LGBT en France recouvre trois délimitations qui peuvent se superposer, à savoir, l'ensemble des pratiques culturelles des personnes LGBT en France, la manière dont les personnes LGBTI de France parlent de leur homosexualité, leur bisexualité, leur transidentité ou leur intersexuation dans l'art et, enfin, la manière dont ces sujets sont abordés par la culture française cis et hétérosexuelle, et notamment comment elle négocie leur visibilité.

## Américanisation
Depuis la Seconde Guerre mondiale, l’Europe occidentale subit l’influence politique, culturelle et économique des États-Unis. La France n’échappe pas cette américanisation.
Ce phénomène se caractérise par exemple par l'adoption d'un mode de vie et de pratiques culturelles américaines. Par exemple, en 2000, la France est le pays où McDonalds fait ses plus importants bénéfices et connait sa plus forte croissance. Également, 73,6 % des entrées dans les cinémas en Europe correspondaient à des films américains. La France tente ponctuellement d'élaborer des remparts afin de protéger certains secteurs de l'économie tandis que d'autres sont abandonnés à la loi du plus fort : le cinéma français a ainsi été protégé de la concurrence par le biais du CNC actif dans le financement du cinéma français. C'est pourquoi les places de cinéma sont assez chères en France.
Cependant, les autres secteurs, souvent plus fondamentaux, subissent généralement la concurrence mondiale de plein fouet. Ainsi, depuis le début du XXIe siècle, cette américanisation s'accélère dans tous les secteurs et dans toutes les couches de la société.

#### Notions
- Culture, Tradition, Tradition orale, Coutume, Folklore
- Pratiques culturelles en France
- Histoire de la laïcité en France
- Francophobie
- Francophilie
- Politique culturelle française
- Biais culturel
- Exception culturelle
- Exception culturelle française

#### Institutions
- Ministère de la Culture
- Institut français
- Comité d'histoire du ministère de la Culture et des institutions culturelles